# Wspólnota administracyjna Hagenbüchach-Wilhelmsdorf
Wspólnota administracyjna Hagenbüchach-Wilhelmsdorf – wspólnota administracyjna (niem. Verwaltungsgemeinschaft) w Niemczech, w kraju związkowym Bawaria, w rejencji Środkowa Frankonia, w regionie Westmittelfranken, w powiecie Neustadt an der Aisch-Bad Windsheim. Siedziba wspólnoty znajduje się w miejscowości Wilhelmsdorf, a jej przewodniczącym jest Werner Friedrich.
Wspólnota została utworzona 1 stycznia 2007 w wyniku rozwiązania wspólnoty administracyjnej Emskirchen.
We wspólnocie zrzeszone są dwie gminy wiejskie (Gemeinde): 
- Hagenbüchach, 1 251 mieszkańców, 11,50 km²
- Wilhelmsdorf, 1 427 mieszkańców, 7,69 km².